# Kaliber 44

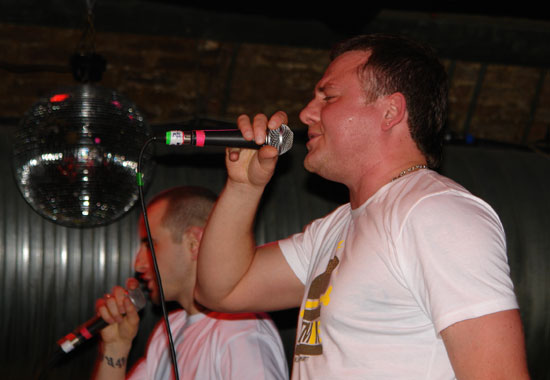
Polnische Musikgruppe "Kaliber 44" in London.

Kaliber 44 war eine populäre polnische Hip-Hop-Band.

## Hintergrund
Die Band wurde 1993 in Kattowitz von Marcin Marten („AbradAb“) und Michał Marten („Joka“) gegründet. Der Name bezieht sich auf den Text von  Dziady - Adam Mickiewicz.
„Księga Tajemnicza. Prolog“, veröffentlicht am 10. November 1996, war das erste polnische Hardcore-Psychorap-Album und das zweite, das die Live-Scratching-Technik verwendete. Während der Aufnahme und Veröffentlichung des Albums waren die meisten Bandmitglieder minderjährig, weshalb ihre Eltern den Vertrag mit dem Label unterschreiben mussten. Das Album fand in Polen großen Anklang, verkaufte sich hunderttausendfach und wurde mehrfach für renommierte polnische Preise nominiert. Zwei Jahre später erschien das zweite Album der Band, „W 63 minutes around the world“. Diese Veröffentlichung unterschied sich stilistisch vom Vorgängeralbum, das eher nach Jazz-Hop klang, und war ebenso beliebt wie das vorherige. Ihr nächstes Album „3:44“ erschien am 2. September 2000. Das gesamte Album basierte auf reinem Hip-Hop, und sein Sound wurde mit amerikanischem Hip-Hop verglichen. Das Album brachte der Band die bis dahin größten Auszeichnungen ihrer Karriere ein. Ihr letztes Album trug den Titel „Ułamek tarcia“ und wurde am 2. März 2016 veröffentlicht. Die Veröffentlichung wurde vom Publikum mit großer Begeisterung aufgenommen und die Band stieg erneut an die Spitze der Charts.

## Diskografie

### Alben
- 1996: Księga Tajemnicza. Prolog
- 1998: 63 minuty dookoła świata
- 2000: 3:44
- 2016: Ułamek Tarcia